# Церковь Пастыря (Ани)
Церковь Пастыря (арм. Հովվի եկեղեցի) — ныне утраченная армянская церковь XI века, которая располагалась в северной части города Ани в Турции, за стенами Смбаташена. Посвящена Христу, как пастырю христиан.  

## История
Церковь имела небольшие размеры, и напоминала часовню. До 1908 года, во время визита архитектора Т. Тораманяна, церковь ещё находилась в хорошем состоянии. Была разрушена в 1960-х годах, вероятно, во время землетрясения 1966 года. Надписей на церкви нет, и о её истории ничего не известно. 
Церковь представляла собой двенадцатиконечную звезду, внутренняя часть которой была разделена на шесть ниш.
Несмотря на небольшой размер, церковь имела довольно сложную конструкцию. Внешне здание визуально делилось на три части, внутри имело два этажа. Общая высота составляла около 11 метров, а основание имело диаметр 7 метров.

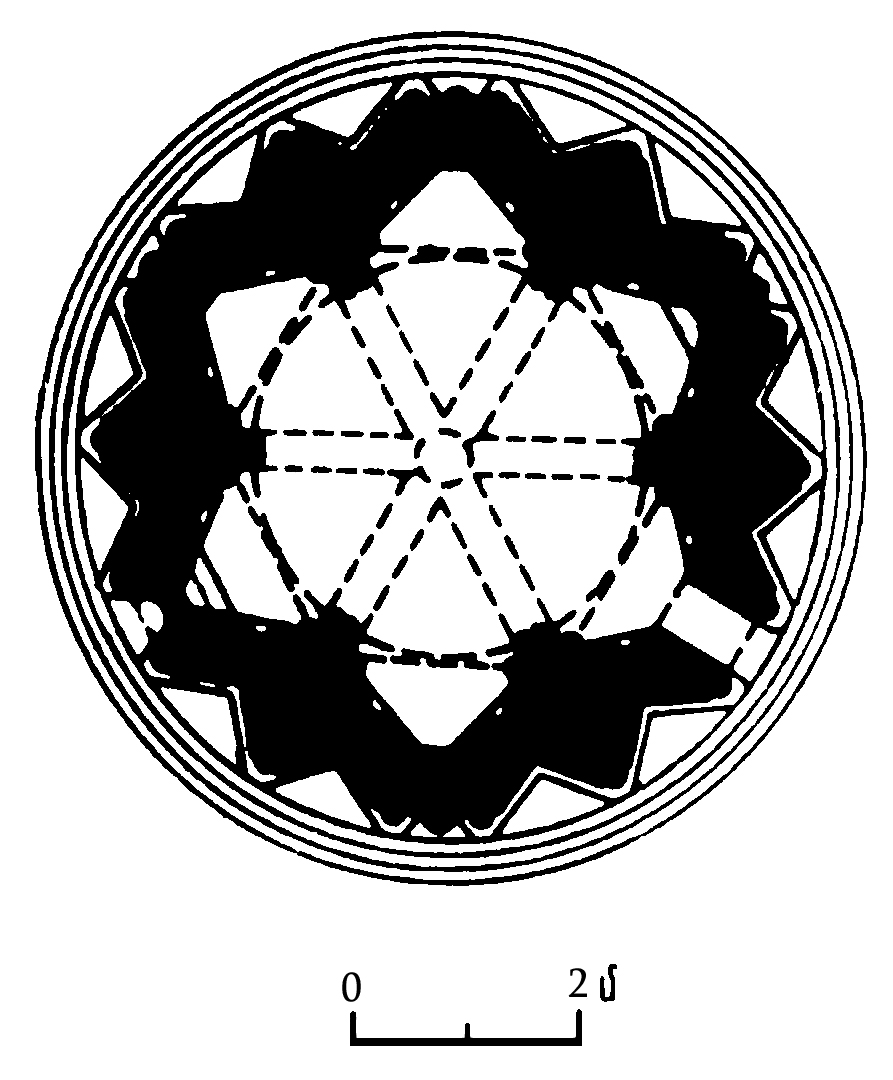
Планировка церкви Пастыря